# دانيال روس
دانيال روس (بالإنجليزية: Daniel Ross)‏ هو فيلسوف ومترجم ومخرج أسترالي، ولد في 1970.

## وصلات خارجية
- دانيال روس على موقع IMDb (الإنجليزية)
- دانيال روس على موقع أول موفي (الإنجليزية)
- دانيال روس على موقع قاعدة بيانات الفيلم (الإنجليزية)
- دانيال روس على موقع كينوبويسك (الروسية)